# Нижние Бишинды
Нижние Бишинды (баш. Түбәнге Бишенде) — село в Туймазинском районе Башкортостана, входит в состав Верхнебишиндинского сельсовета.

## Географическое положение
Расстояние до:
- районного центра (Туймазы): 16 км,
- центра сельсовета (Верхние Бишинды): 2 км,
- ближайшей ж/д станции (Туймазы): 10 км.

## История
Село было основано согласно договору 1755 года о припуске на вотчинных землях башкир-еланцев Казанской дороги башкирами Енейской волости той же дороги и деревни Старые Тугузлы Айлинской волости Сибирской дороги.
Название происходит от түбәнге ‘нижний’ и названия реки Бишенде

## Население
| 2002 | 2009 | 2010 |
| ---- | ---- | ---- |
| 668  | ↗737 | ↗744 |

Национальный состав
Согласно переписи 2002 года, преобладающие национальности — башкиры (69 %), татары (27 %).

## Религия
В селе есть мечеть.

## Известные уроженцы
- Ихин, Каюм Гимазетдинович (1931—2018) — бригадир вышкомонтажного цеха Нефтекамского управления буровых работ производственного объединения «Башнефть», Герой Социалистического Труда (1966), Заслуженный энергетик Башкирской АССР (1970), Заслуженный нефтяник Башкирской АССР (1976), Почётный нефтяник СССР (1981), депутат Верховного Совета РСФСР X созыва (1980—1985)[6][7][8].